# كهف

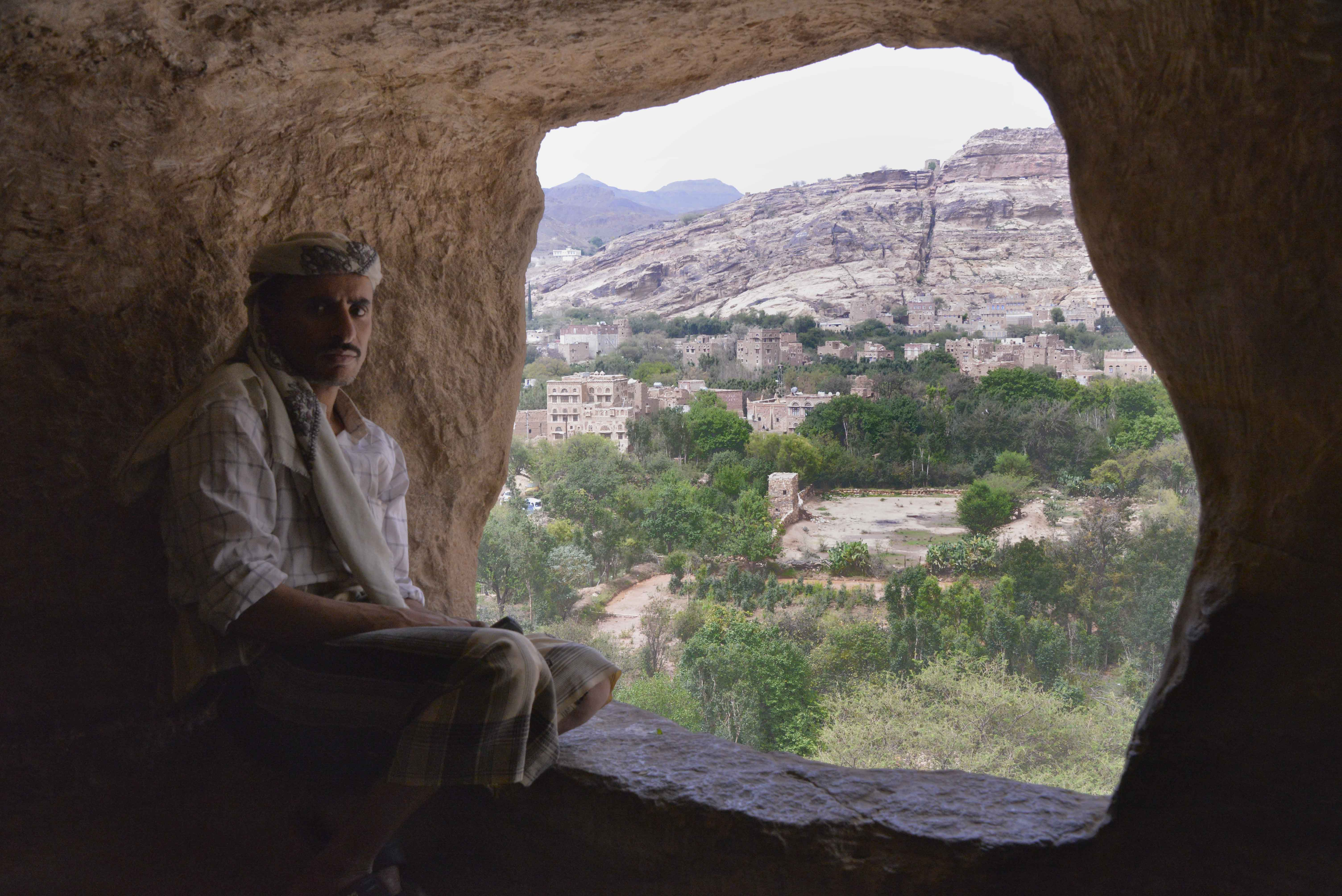

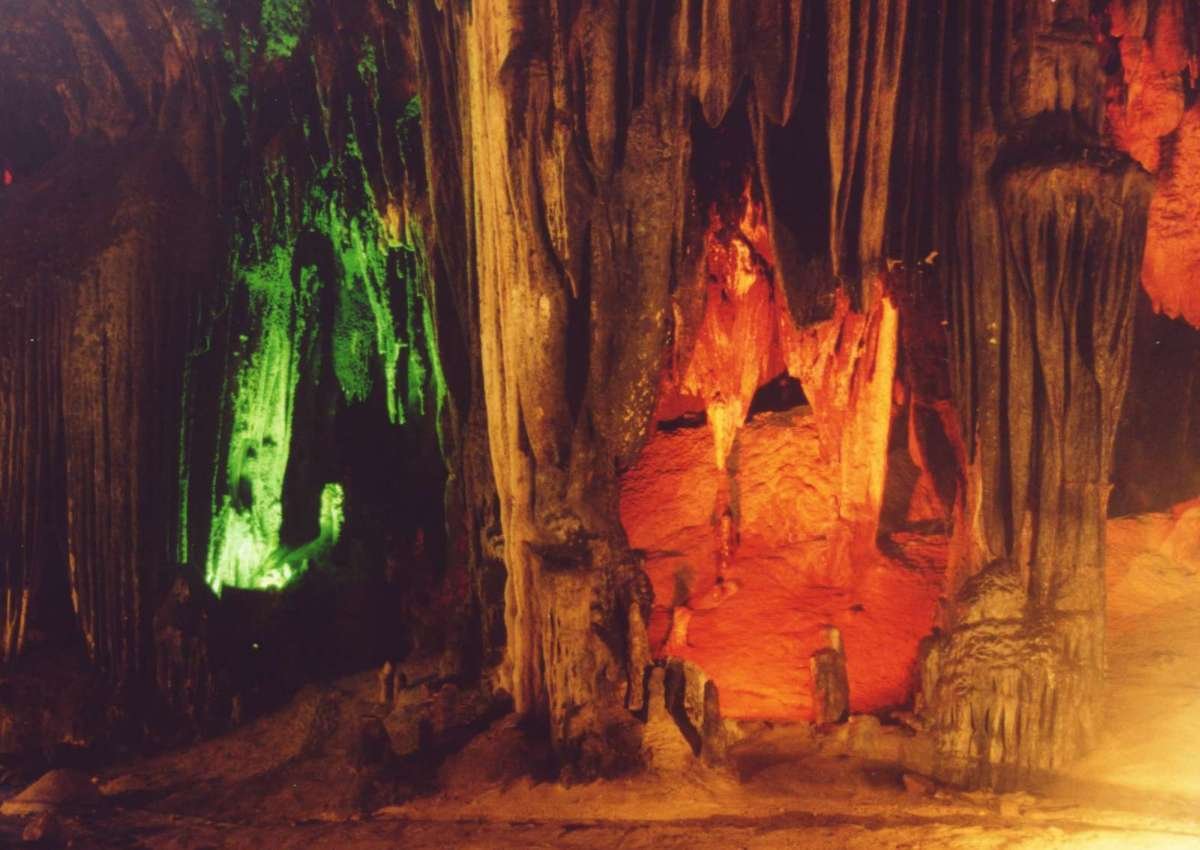
صورة لكهف كاو بن بمقاطعة راتشابوري في تايلاند، وتظهر فيه الصواعد والهوابط المتشكلة من تكلس الأملاح الذائبة في مياهه

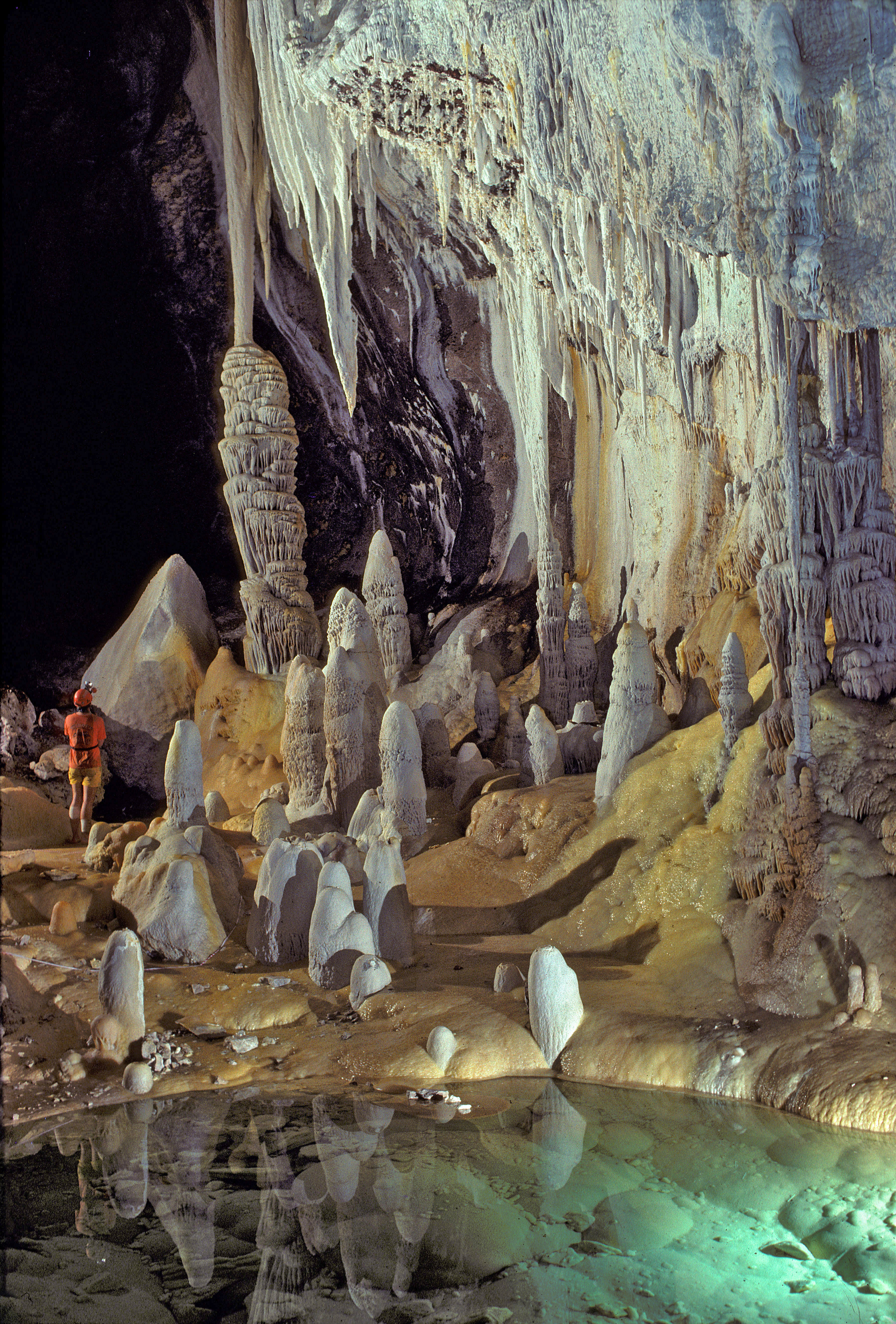
مغارة ليتشوجيلا، نيو ميكسيكو

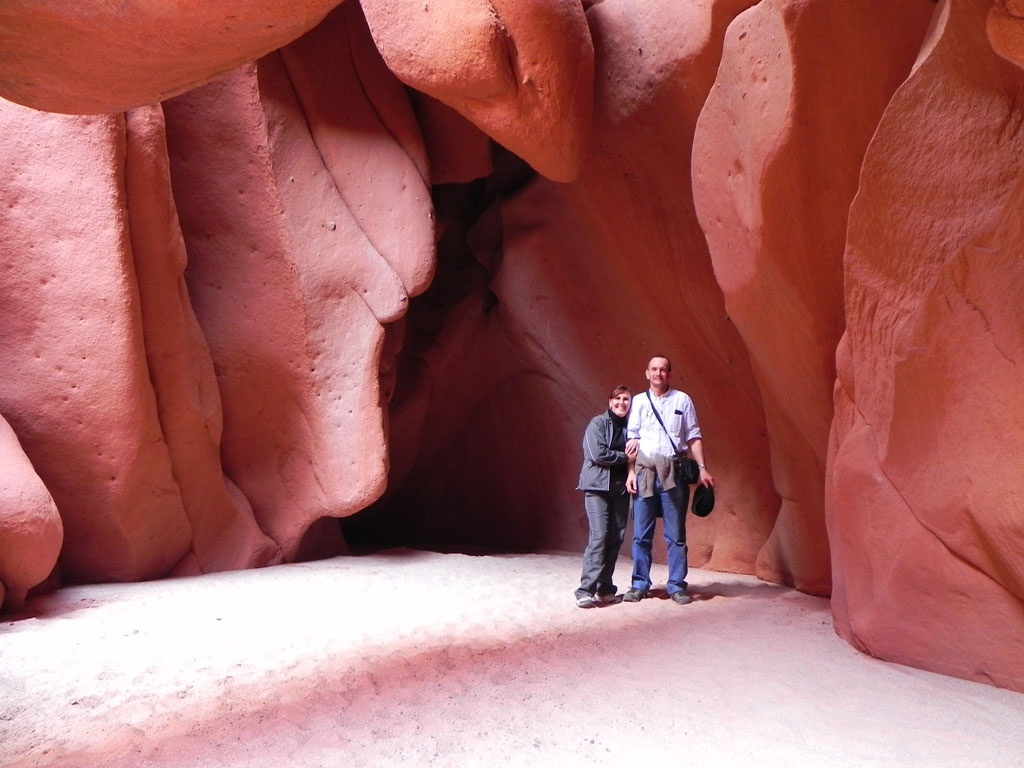
كهف

الكَهْف هو تجويف طبيعي تحت سطح الأرض أو في الصخور يسمح بدخول الإنسان فيه، قد يكون له مدخل أو فتحة ولكن ليس بالضرورة.

## الأنواع والتكوينات
تتكون الكهوف من العمليات الجيولوجية والتي منها:
- التفاعلات الكيميائية بين الصخور.
- عوامل التعرية بسبب المياه.
- القوى التكتونية.
- الضغط والعوامل الجوية.
- الأحياء الدقيقة.

## الكهوف الأولية
هي الكهوف التي تكونت مع الصخور المحيطة بها في نفس الوقت. مثل:
- أنفاق اللافا التي تتكون من النشاطات البركانية.
- الكهوف البحرية التي تتواجد بمحاذاة السواحل في معظم دول العالم.
- الكهوف الجليدية التي تتكون من عملية الذوبان في الجليد وتحت الأنهار الجليدية.
- الكهوف المتحللة والتي تتكون من تحلل وذوبان الصخور المكونة لها في المياه الجوفية المحملة بالأكاسيد والأحماض منها الحمض عضوي.

## التوزيع الجغرافي للكهوف

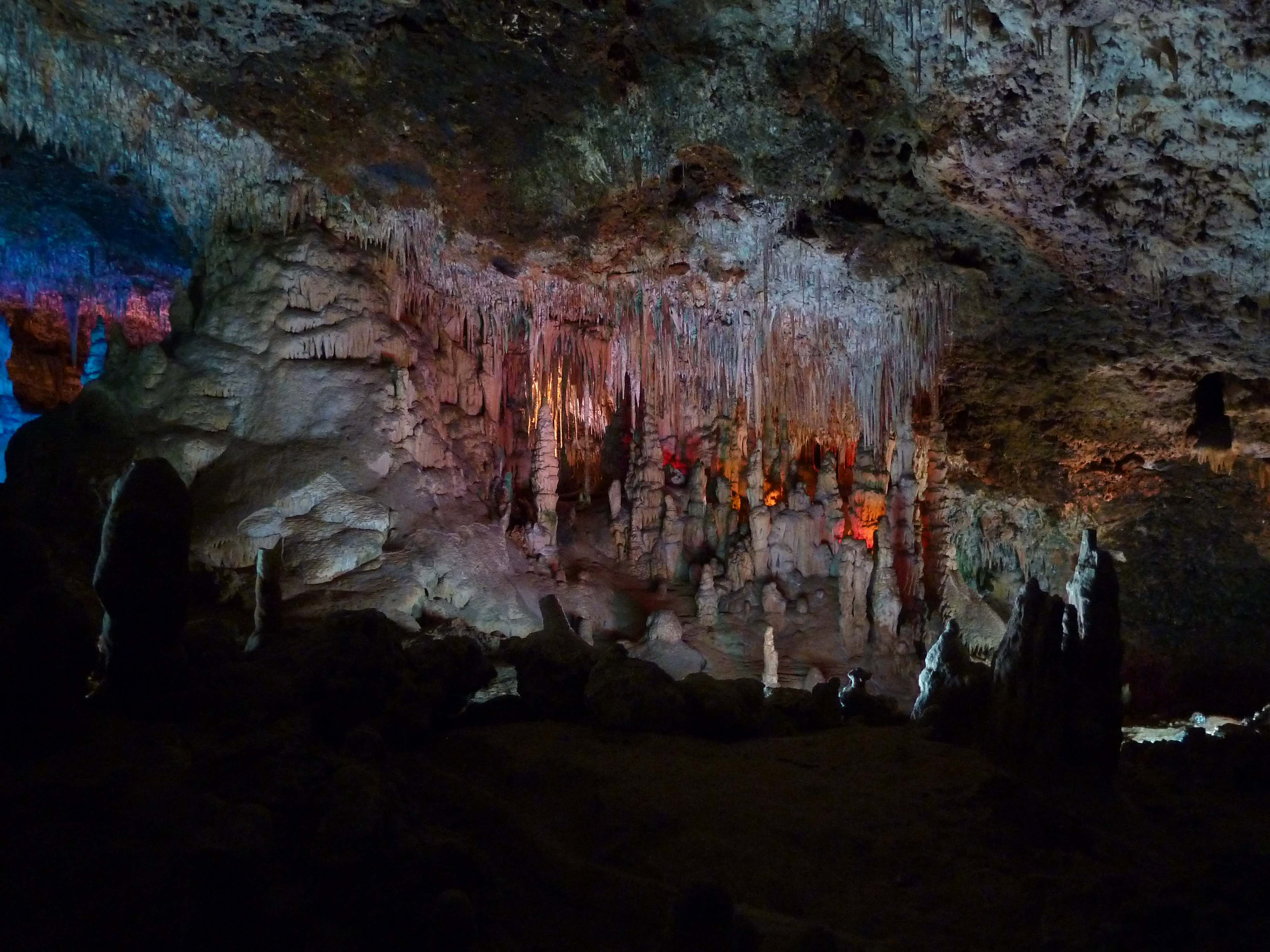
كهف في مايوركا، إسبانيا.

تنتشر الكهوف في معظم أرجاء العالم ولكن لا يتم استكشاف وتدوين إلا القليل منها من قبل المختصين. حيث غالبا ما ترتبط عملية استكشاف الكهوف باهتمام البلد والمنطقة بهذا النوع من التضاريس. فتظهر الكهوف المستكشفة منتشرة في دول مثل ليبيا في منطقة الجبل الأخضر الجبلية وفرنسا وأستراليا وإيطاليا والولايات المتحدة الأمريكية. ولكنها تقل في الصين رغم احتواء الصين على معظم العوامل المكونة للكهوف.

## أعمق كهوف العالم

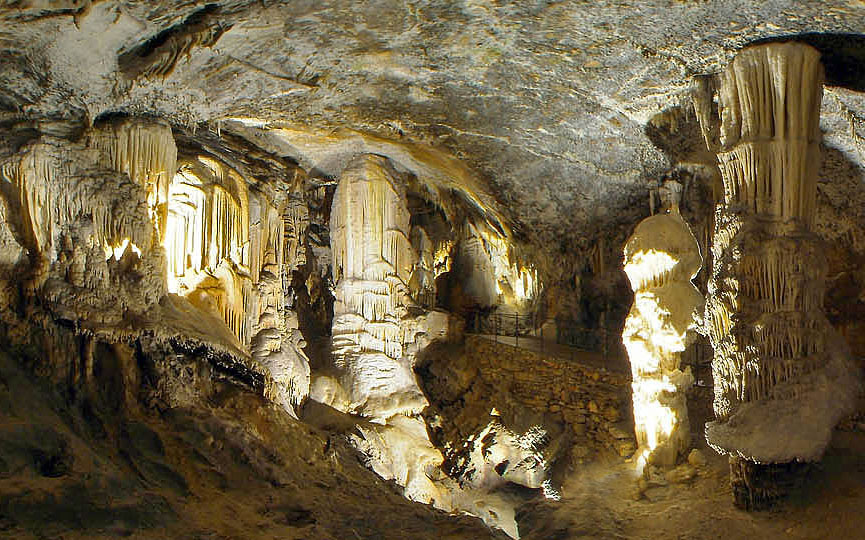
كهف بوستوينا في بولندا.

أعمق كهوف العالم موجودة في فرنسا. يزيد عمق بعضها عن 3000 قدم تحت سطح الأرض.
اعمق كهف تحت الماء هو الكهف االمعروف باسم رانيتسكا بروباست البالغ عمقه 404 وهو قرب مدينة رانيتسي.

## مواضيع ذات صلة
- قائمة أطول كهوف العالم
- صواعد الكهوف ونوازل الكهوف
- كهف الماموث.
- كهف أتا
- كهف تويفيلزهوله
- كهف موهلينبيرج